# Horas desesperadas (Star Trek: La serie original)
«Horas desesperadas» (en idioma original, «The Naked Time») es el episodio número 4 en ser transmitido y el número 6 en ser producido de Star Trek: La serie original. Fue transmitido por primera vez el 29 de septiembre de 1966 y repetido el 27 de abril de 1967, y fue escrito por John D. F. Black y dirigido por Marc Daniels. Tiene una secuela en Star Trek: La nueva generación, el episodio "El presente inexorable".
En la versión Bluray publicada el 28 de abril de 2009 por la Paramount, ASIN: B001TH16DS, el título de este episodio en el audio en español es dado como Retroceso en el tiempo.
Resumen: una extraña aflicción infecta a la tripulación del Enterprise, destruyendo sus inhibiciones.

## Trama
En la fecha estelar 1704.2, la nave estelar USS Enterprise, bajo el mando del capitán James T. Kirk, teletransporta una partida de desembarque a una estación de investigación en el planeta Psi 2000, un mundo que está a punto de desintegrarse. La partida encuentra que los seis científicos asignados están muertos. Las circunstancias de su muerte no son aparentes, sin embargo, encuentran que los sistemas de soporte vital han sido apagados y todos los sistemas de control están totalmente congelados.
Uno de los tripulantes de la Enterprise, Joe Tormolen, imprudentemente se saca los guantes y es contaminado por un extraño líquido rojo. Cuando Tormolen y el Sr. Spock regresan a la nave, son revisados por el Dr. McCoy que los declara sanos y sin contaminar. Sin embargo, más tarde Tormolen nota una extraña picazón y comienza a actuar en forma irracional. Él amenaza al teniente Sulu con un cuchillo, y luego intenta suicidarse con este. Tormolen es detenido y escoltado a la enfermería donde más tarde fallece de heridas aparentemente superficiales que él se causó durante el incidente. El Dr. McCoy queda extrañado, especialmente dado que las heridas de Tormolen no eran serias —Tormolen simplemente parece haber perdido el deseo de vivir.
Pronto la extraña aflicción de Tormolen comienza a afectar a otros miembros de la tripulación y rápidamente se dispersa a través de toda la nave. Estos comienzan a presentar exageraciones de personalidades tanto cómicas como horribles. McCoy no encuentra nada parecido en los registros de la Flota Estelar.
A medida que la enfermedad se dispersa, el Sr. Sulu abandona su puesto en el puente y corre por la nave sin camisa, armado con un florete desafiando a todos a un duelo. El navegante de la nave, el teniente Kevin Riley se declara a sí mismo como el nuevo capitán de la Enterprise y corre a ingeniería donde él se encierra y toma el control de la nave. Él ordena "porciones dobles de helado" para todos, luego comienza a apretar botones e interruptores al azar, echando a perder los sistemas de la nave y farfullando "I'll Take You Home Again, Kathleen" repetidamente a través del sistema de altavoces de la nave. La Enterprise pierde el control y lentamente comienza a perder la órbita, atraída por la errática gravedad de Psi 2000.
La enfermera Chapel confiesa sus más profundos deseos por el Sr. Spock, aunque Spock la rechaza. Spock mismo muestra sus emociones y comienza a llorar sin control debido a que él no le ha podido contar a su madre que la ama. Él le cuenta al capitán Kirk que se avergüenza de su amistad con él. El capitán Kirk también es afectado, inicialmente desarrolla una atracción romántica hacia la nave y luego una paranoia, perdiendo el control por el miedo de estar perdiendo su habilidad de comandar.
McCoy logra evitar la enfermedad y encuentra que algo en Psi 2000 cambió el agua en una compleja cadena de moléculas que una vez en el torrente sanguíneo actúa como el alcohol, suprimiendo los centros del juicio y autocontrol.
Finalmente Kirk y Scotty logran entrar a ingeniería y detienen a Riley y toman el control de la nave. Sin embargo, Riley ha apagado los motores y Scotty le dice a Kirk que el tiempo necesario para encender los motores es más del que tienen disponible para evitar que la nave se estrelle contra el planeta. Cuando Kirk le insiste en que debe demorarse menos, Scotty dice su famosa línea: "No puedo cambiar las leyes de la física".
Para evitar estrellarse contra el planeta, ellos son forzados a arriesgarse a iniciar un encendido a plena potencia mezclando la materia y antimateria en frío. Para prevenir que los motores exploten, se necesita equilibrarlos y generar una 'implosión controlada', pero esto nunca ha sido hecho antes. Spock explica que existe una fórmula para hacer la mezcla basada en la relación teórica entre el tiempo y la antimateria que nunca ha sido probada.
Aunque el arranque es exitoso, envía a la Enterprise en un viaje en el tiempo de 71 horas de retroceso. En el puente, el Sr. Spock dice que ellos tienen que revivir tres días nuevamente, a lo cual el capitán Kirk replica "No estos últimos tres días".  Spock también puntualiza que dado que la fórmula funcionó ellos pueden regresar en el tiempo a cualquier planeta o era.

## Remasterización del aniversario de los 40 años
Este episodio fue remasterizado en el año 2006 y transmitido el 30 de septiembre de 2006 como parte de la remasterización del aniversario de los 40 años de la Serie Original. Fue precedido una semana antes por "El diablo en la oscuridad" y seguido una semana más tarde por "La ciudad al fin de la eternidad". Además de mejorar el sonido y la imagen, la remasterización también alteró elementos del episodio original. Además de todas las animaciones por computador de la USS Enterprise que es lo normal en las revisiones, los cambios específicos en este episodio incluyen:
- El planeta Psi 2000 fue actualizado para que su aspecto fuera más realista.
- La pintura mate de la superficie ahora incluye a la estructura de la estación de investigación.
- Cuando Scotty usa un fáser para perforar el mamparo, ahora se muestra apropiadamente el haz del rayo.
- Cuando la Enterprise comienza a caer en la atmósfera del planeta, en la pantalla principal del puente aparece un fuerte brillo producto del calentamiento de la reentrada.
- El lector digital mecánico fue reemplazado por uno de apariencia más moderna.
- Los efectos del viaje a través del tiempo fueron mejorados.

## Producción
Originalmente se pretendía que este episodio fuera uno de dos partes, con la primera parte finalizando con un clímax (el que sería cuando la Enterprise está retrocediendo en el tiempo). El final fue revisado de tal forma que el episodio pudiera ser mostrado como un episodio unitario. La sección que hubiera sido la segunda parte se convirtió en otro episodio unitario denominado: "El mañana es ayer".

## Recepción
George Takei repetidamente ha mencionado en diversas entrevistas que este es su episodio favorito y le dedica un capítulo de su autobiografía.
Zack Handlen del The A.V. Club calificó al episodio con una 'A', describiéndolo como "muy divertido de mirar". Handlen destaca especialmente la escena donde las emociones de Spock son visibles.

## Secuela
Los eventos de este episodio son repetidos en el episodio de Star Trek: La nueva generación "El presente inexorable", donde Riker recuerda haber leído que algo similar le había sucedido a la tripulación de la Enterprise-A.